# Io e Anna
Io e Anna è un singolo di Cesare Cremonini, il terzo estratto dal suo album Logico del 2014, pubblicato il 9 gennaio 2015.
Il titolo della canzone è un chiaro riferimento al film Io & Annie di Woody Allen.

## Descrizione
Il brano, composto da Cesare Cremonini in collaborazione con Tropico (coautore anche del precedente singolo di Cremonini Logico #1), è una ballata dalle melodie che hanno sempre caratterizzato lo stile di Cremonini, con un testo ispirato alla canzone Anna e Marco di Lucio Dalla, che Cremonini ha voluto omaggiare. Parlando del brano, lo stesso Cremonini ha detto:

## Video musicale
Il video del brano, girato in bianco e nero e diretto da Edoardo Gabbriellini, è stato pubblicato il 14 gennaio 2015. Vede la partecipazione dell'attrice Tea Falco nei panni di Anna e dello stesso Cesare Cremonini nei panni di Marco. Cremonini ha dichiarato che cercava un linguaggio diverso da quelli solitamente proposti nei video musicali contemporanei, e che è rimasto felice e orgoglioso del risultato ottenuto.
È il primo video ufficiale prodotto per un singolo di Logico (per i precedenti Logico #1 e GreyGoose non ne è stato realizzato alcuno).

## Classifiche
| Classifica (2015)         | Posizione massima |
| ------------------------- | ----------------- |
| Italia (airplay)          | 13                |
| Italia (airplay italiana) | 6                 |